# N.W.A:s diskografi
Den amerikanska hiphopgruppen N.W.A har släppt två studioalbum, en EP-skiva, sex samlingsalbum, åtta singelskivor, fem musikvideor och ett videoalbum.

## Diskografi

### Studioalbum
| 1988                                              | Straight Outta Compton - Utgivelse: 8 augusti 1988 - Utgivare: Ruthless, Priority - Format: CD, CS, LP | 4 | 9 | 8 | 36 | 7 | 43 | 35 | + 3,500,000 | - RIAA: 3× Platinum - BPI: Platinum |
| 1991                                              | Niggaz4Life - Utgivelse: 28 maj 1991 - Utgivare: Ruthless, Priority - Format: CD, CS, LP               | 1 | 2 | — | —  | — | —  | 25 | + 2,300,000 | - RIAA: 2× Platinum                 |
| "—" betecknar ett release som inte fick en plats. | |   |   |   |    |   |    |    |             |                                     |

### EP-skivor
| 1990                                              | 100 Miles and Runnin' - Utgivelse: 14 augusti 1990 - Utgivare: Ruthless, Priority - Format: CD, CS, LP | 27 | 10 | 33 | 32 | 38 | - RIAA: Platinum |
| "—" betecknar ett release som inte fick en plats. | |    |    |    |    |    |                  |

### Samlingsalbum
| 1987                                              | N.W.A. and the Posse - Utgivelse: 6 november 1987 - Utgivare: Macola - Format: LP                                                         | —   | 39 | —  | —  | —  | —  | - RIAA: Guld                          |
| 1996                                              | Greatest Hits - Utgivelse: 2 juli 1996 - Utgivare: Ruthless, Priority - Format: CD, LP                                                    | 48  | 20 | 9  | 50 | 43 | 49 | - RIAA: Guld - BPI: Guld - MC: Guld   |
| 1999                                              | The N.W.A Legacy, Vol. 1: 1988–1998 - Utgivelse: 23 mars 1999 - Utgivare: Ruthless, Priority - Format: CD, LP, CS                         | 77  | 42 | —  | —  | —  | —  | - RIAA: Guld - BPI: Silver - MC: Guld |
| 2002                                              | The N.W.A Legacy, Vol. 2 - Utgivelse: 27 augusti 2002 - Utgivare: Ruthless, Priority - Format: CD, CS                                     | 154 | 38 | —  | —  | —  | —  |                                       |
| 2006                                              | The Best of N.W.A: The Strength of Street Knowledge - Utgivelse: 26 december 2006 - Utgivare: Ruthless, Priority - Format: CD, LP, CS, DL | 72  | 47 | 33 | —  | —  | —  | - BPI: Guld                           |
| 2008                                              | N.W.A and Their Family Tree - Utgivelse: 30 september 2008 - Utgivare: Ruthless, Priority - Format: CD, DL                                | —   | —  | 38 | —  | —  | —  |                                       |
| 2014                                              | Icon - Utgivelse: 3 juni 2014 - Utgivare: Ruthless, Priority - Format: CD, LP                                                             | —   | —  | —  | —  | —  | —  |                                       |
| "—" betecknar ett release som inte fick en plats. | |     |    |    |    |    |    |                                       |

### Singelskivor
| 1987                                              | "Panic Zone"                    | —  | —  | —  | —  | —  | —  | —  | —  |                            | N.W.A and the Posse    |
| 1988                                              | "Straight Outta Compton"        | 38 | 13 | —  | 45 | 63 | —  | 66 | 13 | - RIAA: Guld - BPI: Silver | Straight Outta Compton |
| 1988                                              | "Gangsta Gangsta"               | —  | 91 | —  | —  | —  | —  | 70 | —  |                            | Straight Outta Compton |
| 1989                                              | "Express Yourself"              | —  | 45 | 96 | —  | —  | —  | 26 | —  | - BPI: Silver              | Straight Outta Compton |
| 1990                                              | "100 Miles and Runnin'"         | —  | 51 | 33 | —  | —  | 32 | 38 | —  |                            | 100 Miles and Runnin'  |
| 1991                                              | "Alwayz into Somethin''"        | —  | 37 | —  | —  | —  | —  | 60 | —  |                            | Niggaz4Life            |
| 1991                                              | "Appetite for Destruction"      | —  | 45 | —  | —  | —  | —  | —  | —  |                            | Niggaz4Life            |
| 1991                                              | "The Dayz Of Wayback"           | —  | —  | —  | —  | —  | —  | —  | —  |                            | Niggaz4Life            |
| 1999                                              | "Chin Check" (feat. Snoop Dogg) | —  | 71 | —  | —  | —  | —  | —  | —  |                            | Next Friday            |
| "—" betecknar ett release som inte fick en plats. |                                 |    |    |    |    |    |    |    |    |                            |                        |

#### Andra låtar på topplistor
| 1988                                              | "Fuck tha Police" | 25 | 49 | 97 | 22 | - MC: Guld | Straight Outta Compton |
| "—" betecknar ett release som inte fick en plats. |                   |    |    |    |    |            |                        |

### Musikvideor
| År   | Titel                      | Regissör                |
| ---- | -------------------------- | ----------------------- |
| 1989 | "Straight Outta Compton"   | Rupert Wainwright       |
| 1989 | "Express Yourself"         | Rupert Wainwright       |
| 1990 | "100 Miles and Runnin'"    | Eric Meza               |
| 1991 | "Appetite for Destruction" | Mark Gerard             |
| 1991 | "Alwayz into Somethin'"    | Mark Gerard             |
| 1991 | "Approach to Danger"       | DJ Yella, Donovan Smith |

### Videoalbum
| År   | Titel                            | Detaljer                                                                       |
| ---- | -------------------------------- | ------------------------------------------------------------------------------ |
| 1992 | Niggaz4Life: The Only Home Video | - Utgivelse: 2 november 1992 - Utgivare: Ruthless, Priority - Format: VHS, DVD |